# Jean Grosjean
Pour les articles homonymes, voir Grosjean.
Jean Grosjean, né à Paris le 21 décembre 1912 et mort au Chesnay le 11 avril 2006, est un poète et écrivain français, traducteur et commentateur de textes bibliques.

## Biographie
Après une enfance dans le Doubs, l'exercice du métier d'ajusteur, il entre au séminaire Saint-Sulpice d'Issy-les-Moulineaux en 1933. Il effectue son service militaire au Liban puis, en 1936-1937, il voyage au Proche-Orient (Syrie, Palestine, Égypte et Irak). Il est ordonné prêtre en 1939, puis mobilisé. Prisonnier, il rencontre André Malraux au camp de Sens, puis Claude Gallimard et Roger Judrin pendant sa captivité en Poméranie et au Brandebourg, compagnons qui resteront des amis proches.
En 1946, c'est chez Gallimard, dans la collection « Métamorphoses » de Jean Paulhan, que paraît le premier livre de Jean Grosjean, une suite de notes poétiques, Terre du temps. Désormais, il restera fidèle à la maison d'édition, comme auteur et comme membre du comité de lecture. Il participera également très activement à la vie de la NRF auprès de Marcel Arland et de Dominique Aury, puis (à partir de 1977) de Georges Lambrichs.
En 1950, il quitte la prêtrise, se marie et achète une propriété à Avant-lès-Marcilly, dans l'Aube, où il résidera très fréquemment. Il se livre désormais à des travaux de traduction d'Eschyle et de Sophocle, de Shakespeare ou du Coran et de la Bible, notamment avec son « camarade » Michel Léturmy. Il est aussi  essayiste. Poète hors des mondes, poète de l'intemporel, c'est un mystique toujours en questionnement.
Il publie, à partir de 1972, toujours chez Gallimard, une série de récits poétiques, qui, excepté Clausewitz, sont tous d'inspiration biblique. Kleist, publié en 1985, sera sa seule expérience d'écriture théâtrale.
En 1989, il crée avec Jean-Marie-Gustave Le Clézio, chez Gallimard, la collection « L'Aube des peuples ». Y sont publiés les grands textes fondateurs des civilisations. Il publie de nouveau des recueils de poèmes. Sa poésie est intemporelle, mystique et faite en même temps d'une grande humilité. Il interroge dans une méditation permanente les grands textes sans jamais perdre de vue le simple paysage de la campagne qui transparaît à sa fenêtre. Robert Sabatier dans son Histoire de la poésie française écrit : «… c'est comme si le monde se créait sous nos yeux, comme si les textes saints étaient de ce jour, comme si le chaos se déroulait sous nos yeux, sans jamais rien de redondant ou de posé, dans un climat où la gravité n'éloigne pas la sensualité, où l'amour est sans fadeur, où la tendresse de l'élégie n'est jamais pleurnicharde, où le poème s'inscrit dans la vie sans jamais quitter le voisinage du divin. »

## Publications

### Poésie
- Terre du temps, Gallimard, 1946

Prix de la Pléiade
- Hypostases, Gallimard, 1950
- Le Livre du Juste, Gallimard, 1952
- Fils de l'Homme, Gallimard, 1954

Prix Max-Jacob
- Majestés et Passants, Gallimard, 1956
- La nuit de Saül, Albeuve, Castella, 1970 (NRF, 1958)
- Austrasie, Gallimard, 1960
- Apocalypse, Gallimard, 1962
- Hiver, Gallimard, 1964
- Élégies, Gallimard, 1967

Prix des Critiques
- La Gloire, précédé de Apocalypse, Hiver et Élégies, Poésie/Gallimard, 1969
- La Lueur des jours, Gallimard, 1991
- Nathanaël, Gallimard, 1996
- Cantilènes, Gallimard, 1998
- Les Vasistas, Gallimard, 2000
- Si peu, Bayard, 2001
- Les Parvis, Gallimard, 2003
- La Rumeur des cortèges, Gallimard, 2005, 128 p. (ISBN 978-2-0707-7516-3)
- Arpèges et paraboles, Gallimard, 2007

### Récits
- Clausewitz, Gallimard, 1972
- Le Messie, Gallimard, 1974/1987, 88 p.  (ISBN 978-2-0707-0987-8)
- Les Beaux Jours, Gallimard, 1980
- Élie, Gallimard, 1982
- Darius, Gallimard, 1983
- Pilate, Gallimard, 1983
- Jonas, Gallimard, 1985
- La Reine de Saba, Gallimard, 1987
- Samson, Gallimard, 1988
- Samuel, Gallimard, 1994
- Adam et Ève, Gallimard, 1997, 160 p.  (ISBN 978-2-0707-4949-2)

### Théâtre
- Kleist, Gallimard, 1985, 96 p. (ISBN 978-2-0707-0492-7)
  - Kleist et Wilhelmine, sa fiancée qui aimerait que la vie soit simple.

### Traductions commentées
- Les Prophètes, traduit de l'hébreu par Jean Grosjean, éditions Gallimard, 1955.
- Tragiques grecs : Eschyle, Sophocle, traduits par Jean Grosjean, fragments traduits par Raphaël Dreyfus, introduction et notes par Raphaël Dreyfus, Bibliothèque de la Pléiade, Gallimard, Paris, 1967.
- La Bible. Le Nouveau Testament, éd. et trad. par Jean Grosjean, Michel Léturmy et Paul Gros, Bibliothèque de la Pléiade, Gallimard, Paris, 1971.
- Le Coran (Ph. Lebaud, 1979)
- L’Ironie christique : commentaire de l’Évangile selon Jean (Gallimard, 1991, 280 p.)  (ISBN 978-2-0707-2319-5)
- Lecture de l’Apocalypse (Gallimard, 1994)
- Les Versets de la sagesse (Ph. Lebaud, 1996)
- La Première Épître de Jean (Fates, 1997)

### Divers
- Jacques Réda (Sous la direction de) et J. M. G. Le Clézio (Préface), Une voix, un regard : textes retrouvés (1947-2004), Gallimard, 2013, 496 p. (ISBN 978-2-0701-9609-8)

## Distinctions
- Prix de la Pléiade en 1946 pour Terre du temps
- Grand prix de la Ville de Paris (littérature) en 1973
- Grand prix de poésie de l'Académie française en 1983
- Grand prix Poncetton de la Société des gens de lettres en 1988
- Commandeur de l'ordre des Arts et des Lettres en 2000[3]
- Prix Alain Bosquet en 2003 pour l'ensemble de son œuvre.

## À propos de
- Araméennes, série d'entretiens accordés par Jean Grosjean à Roland Bouhéret, Dominique Bourg et Olivier Mongin, préface de S. Breton, avant-propos de Dominique Bourg (Cerf, 1988)
- Elisabeth Doublet, L'Autre côté du langage : l'Humour et l'Ironie dans les poèmes et récits de Jean Grosjean, Presses universitaires de Franche-Comté, 2002, 428 p. (ISBN 978-2-8462-7044-1)[4]
- Jean Grosjean de Jean-Luc Maxence (Seghers, coll. Poètes d'aujourd'hui, 2005)
- Nunc no 21, 2010, Dossier Jean Grosjean, sous la direction de Réginald Gaillard. Nunc / J. Grosjean
- "Hommage à Jean Grosjean", in La Nouvelle Revue française, no 581, éditions Gallimard, avril 2007.
- Mon camarade de Michel Léturmy (éditions Calligrammes, 1992)
- Lueurs, Bulletin édité par l'association "La Lueur des jours de Jean Grosjean", n° 1 (2016) ; n° 2 (2017) ; n° 3 (2018) ; n° 4 (2019) ; n° 5 (2021)